# François-Marie Banier
Pour les articles homonymes, voir Banier.
François-Marie Banier, né François Marie Banyaï le 27 juin 1947 dans 17e arrondissement de Paris, est un écrivain, photographe, dessinateur, peintre et acteur français.
Il publie plusieurs romans et pièces de théâtre aux éditions Grasset et Gallimard. Ses photographies font l'objet d'une trentaine d'expositions dans différents musées et galeries d'Europe, d'Asie, d'Amérique du Nord et d'Amérique du Sud.
L'affaire Banier-Bettencourt lui attire une notoriété nationale à partir de 2007 et qui reste forte en 2023 après le succès sur Netflix du documentaire L'Affaire Bettencourt : Scandale chez la femme la plus riche du monde. Poursuivi pour abus de faiblesse, il est condamné en 2016 à quatre ans de prison avec sursis et 375 000 euros d'amende.

## Biographie

### Carrière littéraire et artistique
François-Marie Banier naît d'un père hongrois, Étienne Banyaï,, brièvement ouvrier à la chaîne chez Citroën, puis publicitaire à succès sous son vrai nom (modifié en Banier lors de sa naturalisation), et d'une mère d'origine italienne, Madeleine, autrice d'ouvrages de travaux d'aiguilles pour les enfants. Il déclare par la suite avoir fait l'objet de mauvais traitements de la part de son père. Sa famille réside dans le 16e arrondissement de Paris, dans l'atmosphère bourgeoise de l'avenue Victor-Hugo, ce qui lui permet de fréquenter le lycée Janson-de-Sailly. Il interrompt ses études avant son baccalauréat et quitte tôt le domicile familial. Autodidacte, il tente sa chance dans les arts.
À l'âge de 15 ans, il gagne sa vie en vendant ses dessins abstraits dans la rue. À 16 ans, il rencontre Salvador Dalí, à qui il présente ses dessins. Il devient attaché de presse du couturier Pierre Cardin.
En tant qu'écrivain, François-Marie Banier accède à une certaine notoriété, encouragé dès ses débuts en littérature par Louis Aragon qui publie dans Les Lettres françaises, le 2 juin 1971, un article intitulé Un inconnu nommé Banier, dans lequel il compare le jeune artiste à Benjamin Constant et à Stendhal, et le qualifie d'« être le plus fou, le plus généreux, le plus drôle que l'on puisse rencontrer ». François-Marie Banier fait alors partie de l'entourage d'Aragon, mais dément la rumeur prétendant qu'il a été l'amant de ce dernier. Banier bénéficie également des conseils littéraires de Paul Morand et de François Mauriac. Il écrit des chroniques dans Le Monde et Le Figaro. Proche de plusieurs mécènes tels que Marie-Laure de Noailles, Pierre Bergé ou Pierre Cardin, mêlant habilement charme et insolence, François-Marie Banier devient une figure connue du Tout-Paris et de la jet-set internationale. Le 13 août 1972, le journal britannique The Sunday Times Magazine lui consacre un article sous le titre Golden Boy of Paris. Il est à l'époque le compagnon du décorateur Jacques Grange, avec qui il forme un couple en vue, et achète un hôtel particulier, rue Servandoni à Paris. François-Marie Banier a ensuite pour compagnon le comédien Pascal Greggory pendant sept ans, et, plus tard, le neveu de ce dernier, le photographe Martin Le Barrois d'Orgeval, avec qui il s'est pacsé à Paris le 26 juin 2007.
Très rare en interview, François-Marie Banner accepte d'accorder un entretien à Léa Salamé dans la Matinale de France Inter en février 2024, dans lequel il se confie sur sa vie et sur l'époque.

### Activité de photographe
Au début des années 1970, François-Marie Banier se met à la photographie.
Parmi les diverses personnalités dont il a réalisé le portrait, on peut citer Nathalie Sarraute, Samuel Beckett, Madeleine Castaing, Vladimir Horowitz, Silvana Mangano, Joyce Carol Oates, Pascal Greggory, Isabelle Adjani, Caroline de Monaco, Sophie Marceau, Johnny Depp, Vanessa Paradis, dont il est le parrain de la fille, Lily-Rose, Marlon Brando ou Liliane Bettencourt. Il fait la connaissance des Bettencourt à l'occasion d'un portrait réalisé en 1987, pour le magazine Égoïste, et en devient un ami proche.
Enfin, à partir des années 1980, François-Marie Banier entreprend également une carrière au cinéma en tant qu'acteur, tout en se consacrant en même temps au dessin et à la peinture. Bien qu'appréciant le métier de comédien, il préfère se limiter à de petits rôles, après que son compagnon Pascal Greggory lui a dit qu'il jouait « comme un pied ».
François-Marie Banier réalise également des portraits d'« anonymes », dans des clichés au noir et blanc caractéristique. En 1991, il expose ses œuvres au Centre Georges-Pompidou : le conservateur de l'époque, Alain Sayag, estime possible que cette exposition ait été montée grâce au soutien de François Mitterrand, qui appréciait Banier.
François-Marie Banier, actif comme consultant dans les milieux de la mode et du luxe, est ainsi à l'origine du nom du parfum Poison de Dior.
Les ventes de ses romans déclinent beaucoup avec les années, et son activité de photographe dont les expositions sont sponsorisées par L'Oréal, prend progressivement le pas sur sa carrière littéraire.

## Controverses

### Affaire Bettencourt
En décembre 2008, la presse se fait l'écho d'une plainte contre X déposée par Françoise Bettencourt-Meyers, la fille de Liliane Bettencourt. Entre 2001 et 2007, François-Marie Banier aurait, par « abus de faiblesse », soutiré à cette dernière – deuxième fortune de France après Bernard Arnault et propriétaire d'un tiers de L'Oréal – une somme que les enquêteurs estiment à 993 millions d'euros,,. La brigade financière considère disposer d’éléments sérieux justifiant d’éventuelles poursuites, à partir d'un faisceau d'éléments qui « tendent à confirmer l’existence » du délit d’abus de faiblesse. Liliane Bettencourt, dans un entretien accordé au Journal du dimanche, indique qu'elle est une « femme libre » en parfaite possession de ses facultés intellectuelles.
À la fin du mois de janvier 2009, le procureur de la République au tribunal de grande instance de Nanterre, Philippe Courroye, décide de continuer ses investigations dans le passé de François-Marie Banier. Puis, le dossier est classé sans suite en septembre 2009. Françoise Bettencourt-Meyers saisit alors le juge des tutelles. Un procès devait avoir lieu du 1er au 6 juillet 2010, mais il a été renvoyé pour complément d'information. Les intérêts de Françoise Bettencourt-Meyers étaient représentés par Me Olivier Metzner, et ceux de sa mère par Me Georges Kiejman.
D'autre part, les enregistrements que Françoise Bettencourt-Meyers a remis à la brigade financière en juin 2010, et qui lui ont été fournis par l'ancien majordome de sa mère, semblent impliquer plusieurs personnalités proches du gouvernement français et suscitent des remous dans les milieux politiques. D'après Les Échos, le scandale politico-financier va amener à la démission de Florence Woerth, épouse du ministre du Travail Éric Woerth : celle-ci était en effet salariée de la société Clymène, chargée de la gestion du patrimoine de Mme Bettencourt.
En décembre 2010, après que François-Marie Banier a déposé une plainte pour subornation de témoin contre Françoise Bettencourt-Meyers et une autre pour faux témoignage contre divers employés de Liliane Bettencourt, un accord est trouvé entre Françoise Bettencourt-Meyers et sa mère afin de mettre un terme à toutes les procédures. Sans rien restituer, François-Marie Banier accepte de renoncer aux sommes promises mais non perçues, et de ne plus rien recevoir à l'avenir de la propriétaire de L'Oréal. Françoise Bettencourt-Meyers renonce de son côté aux poursuites engagées contre Banier, celui-ci acceptant à son tour de retirer ses plaintes pour subornation de témoin et pour faux témoignage. Les sommes auxquelles François-Marie Banier aurait renoncé s'élèveraient à environ 500 millions d'euros.
Renvoyé devant le tribunal correctionnel de Bordeaux avec plusieurs co-prévenus, le Parquet a requis le 20 février 2015 à son encontre la peine maximale de 3 ans d'emprisonnement, 375 000 euros d'amende et la confiscation des biens.
Il est condamné le 28 mai 2015, par le tribunal correctionnel, à trois ans de prison dont six mois avec sursis, 350 000 euros d'amende et 158 millions d'euros de dommages-intérêts au profit de Liliane Bettencourt.
Le 24 août 2016, il est condamné en appel à quatre ans de prison avec sursis et 375 000 euros d'amende,. La condamnation à 158 millions d'euros de dommages-intérêts au profit de Liliane Bettencourt est infirmée par la Cour d'Appel, au regard de l'accord intervenu entre les parties.

### Rapports avec L'Oréal
François-Marie Banier possède une société personnelle, Hericy, parrainée depuis 1994 par L'Oréal. De plus, deux contrats lient L'Oréal et Hericy. Par convention de parrainage, Hericy reçoit 305 000 € par an de L'Oréal. Un contrat de 2002 fait payer à L'Oréal 405 000 € à F.-M. Banier contre une mission de conseils. Depuis 2007, Hericy enregistre des pertes importantes (544 030 € en 2009). En juillet 2010, à la suite des révélations d'un contrat entre L'Oréal et F.-M. Banier, un petit actionnaire porte plainte contre X pour abus de biens sociaux. Le groupe L'Oréal rompt alors les contrats qui le liaient à Hericy.

### Droit à l'image sur l'espace public
Après une altercation sur les Champs-Elysées samedi 2 juillet 2011 François-Marie Banier a voulu poursuivre en justice un SDF : ce dernier, n'ayant pas apprécié d'avoir été pris en photo sans son autorisation, avait demandé l'effacement des clichés, et après avoir essuyé un refus de Banier accompagné d'un « Ta gueule, clochard ! », l'aurait giflé et proféré des injures homophobes (et des menaces de mort selon les sources). François-Marie Banier indique avoir retiré sa plainte, le 6 juillet 2011, après avoir appris par la presse que cet individu était sans domicile fixe,,.
Les 12 et 23 janvier 2006, Isabelle Chastenet de Puységur a assigné les Éditions Gallimard et François-Marie Banier devant le tribunal de grande instance de Paris pour atteinte au droit à l'image et au droit au respect de la vie privée du fait de la publication d'une photographie prise à son insu au sein du recueil Perdre la tête. Après avoir été déboutée en première instance, sa demande est à nouveau rejetée par la Cour d'appel de Paris le 5 novembre 2008 qui fait primer dans sa décision la protection de la liberté artistique et la liberté d'expression sur le droit au respect de la vie privée.

## Dans la culture populaire
- Les enregistrements pirates réalisés entre 2007 et 2010 par le maître d'hôtel de Liliane Bettencourt servent de base au documentaire de Baptiste Etchegaray et Maxime Bonnet L'Affaire Bettencourt : Scandale chez la femme la plus riche du monde[36], dont François-Marie Banier est un des personnages principaux. La série de trois épisodes est diffusée sur la plateforme Netflix en 2023[37].

## Œuvres

### Romans
- Les Résidences secondaires, Grasset, 1969 ; Folio no 2444, 1993
- Le Passé composé, Grasset, 1971 ; Folio no 2564, 1994
- La Tête la première, Grasset, 1972 ; Folio no 2715, 1995
- Balthazar, fils de famille, Gallimard, 1985 ; Folio no 1828, 1987
- Sur un air de fête, Gallimard, 1990 ; Folio no 3283, 1999
- Les Femmes du métro Pompe, Gallimard, 2006
- Johnny Dasolo, Gallimard, 2008

### Théâtre
- Hôtel du lac, Gallimard, 1975
- Nous ne connaissons pas la même personne, Grasset, 1978
- Je ne t'ai jamais aimé, Gallimard, 2000

### Recueils de photographies (liste non exhaustive)
- Photographies, Gallimard/Denoël, 1991
- Past-Present, William Morrow, New York, 1996 ; Schirmer/Mosel, Munich 1997
- Vivre, Sao Paulo, Pinacoteca do Estado ; Rio de Janeiro, Museum de Arte Moderna, 1999
- François-Marie Banier, Tokyo Metropolitan Museum of Photography, Asahi Shinbun, 2000
- Brésil, Gallimard, 2001
- François-Marie Banier, Miami Beach, Bass Museum of Art ; Gallimard, 2003
- Le Chanteur muet des rues, en collaboration avec Erri De Luca, éd. Martin d'Orgeval, Gallimard, 2006
- Perdre la tête, Die schönsten deutschen Bücher (prix du meilleur livre allemand, section photographie), 2006 ; Silver Crown Award, Moscou, 2007
- Vive la Vie, avec Natalia Vodianova, Steidl, Göttingen, Allemagne, 2008  (ISBN 978-3-86521-821-6)
- Beckett, Steidl, 2009
- Imprudences, Steidl, 2016  (ISBN 9783869309194)

### Expositions (liste non exhaustive)
- 1991 : musée national d'Art moderne, Centre Georges-Pompidou, Paris
- 1994 : Bunkamera Gallery, Tokyo ; galerie Beatrice Wassermann, Munich
- 1997 : villa Farnèse, Rome
- 1998 : Private Heroes, Württembergischer Kunstverein, Stuttgart
- 2000 : Fotos y Pinturas, musée national des beaux-arts d'Argentine, Buenos Aires
- 2001 : Täglich Neues, musée Ludwig ; Coblence ; Budapest
- 2003 : Maison européenne de la photographie, Paris
- 2003 : Transphotographiques, Lille, crypte de la cathédrale de la Treille
- 2005 : Perdre la tête, Académie de France à Rome, villa Médicis
- 2006 : True Stories, Istanbul Modern, Istanbul
- 2007 : Perdre la tête, Manège de Moscou
- 2007 : Galerie Gagosian, Los Angeles
- 2007 : Written Photos, villa Oppenheim, Berlin
- 2007 : Transphotographiques, Lille, église Saint-Maurice
- 2009 : Beckett, Maison de la photographie, Lille

## Filmographie comme acteur
- 1982 : Chassé-croisé, d'Arielle Dombasle
- 1983 : L'Argent, de Robert Bresson : le compagnon de cellule d'Yvon
- 1985 : La Nuit porte-jarretelles, de Virginie Thévenet
- 1987 : Quatre aventures de Reinette et Mirabelle, d'Éric Rohmer : un passant
- 1993 : L'Arbre, le Maire et la Médiathèque, d'Éric Rohmer : le directeur du journal
- 2001 : L'Anglaise et le Duc, d'Éric Rohmer : Robespierre
- 2008 : L'Heure d'été, d'Olivier Assayas : le président de la commission des dations
- 2015 : Mon roi, de Maïwenn